# Cosmarium inconspicuum
Cosmarium inconspicuum  là một loài Song tinh tảo trong họ Desmidiaceae, thuộc chi Cosmarium.